# Skärborgare

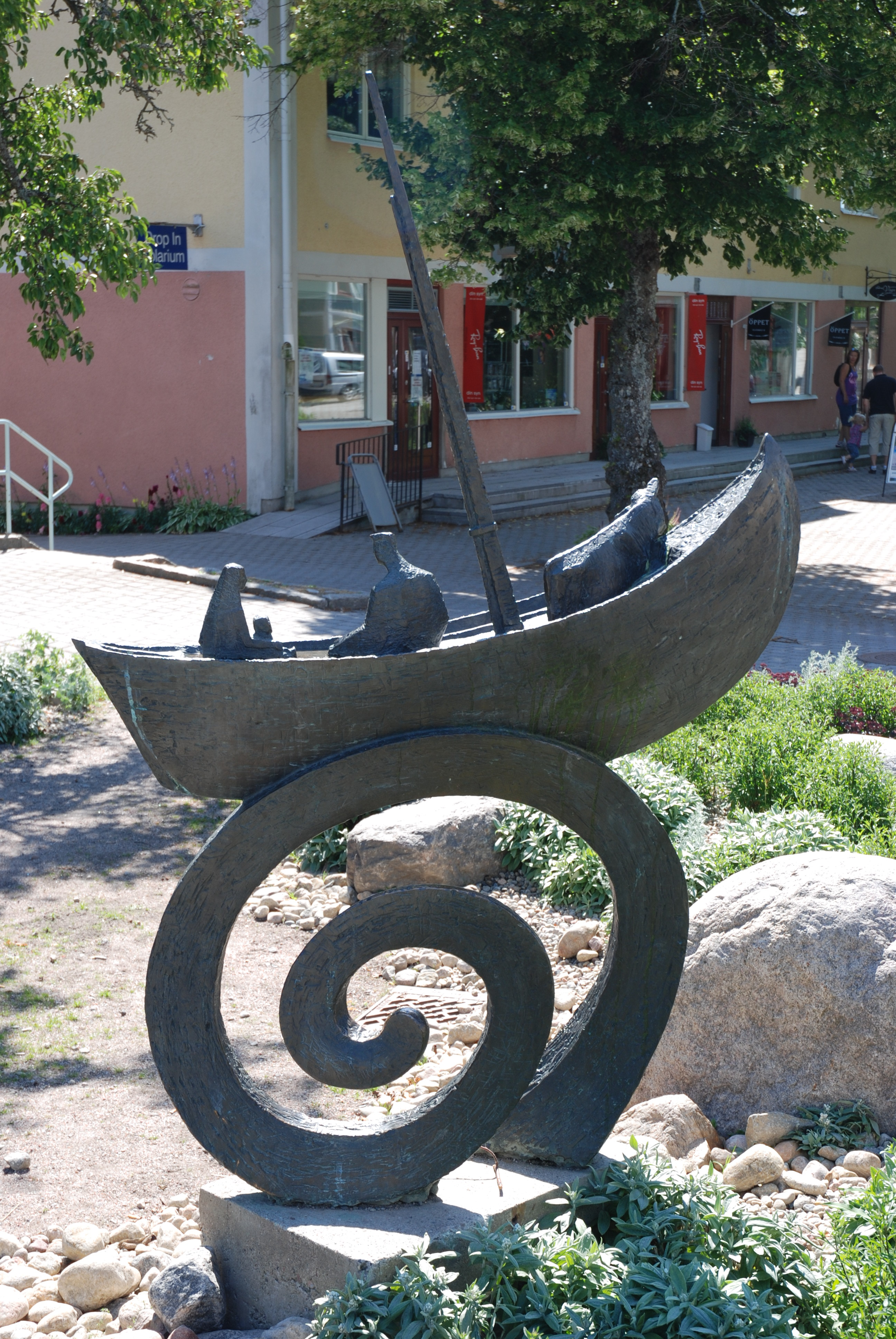
Lena Lerviks Skärborgare i Sjöpricken i Trosa, 1991.

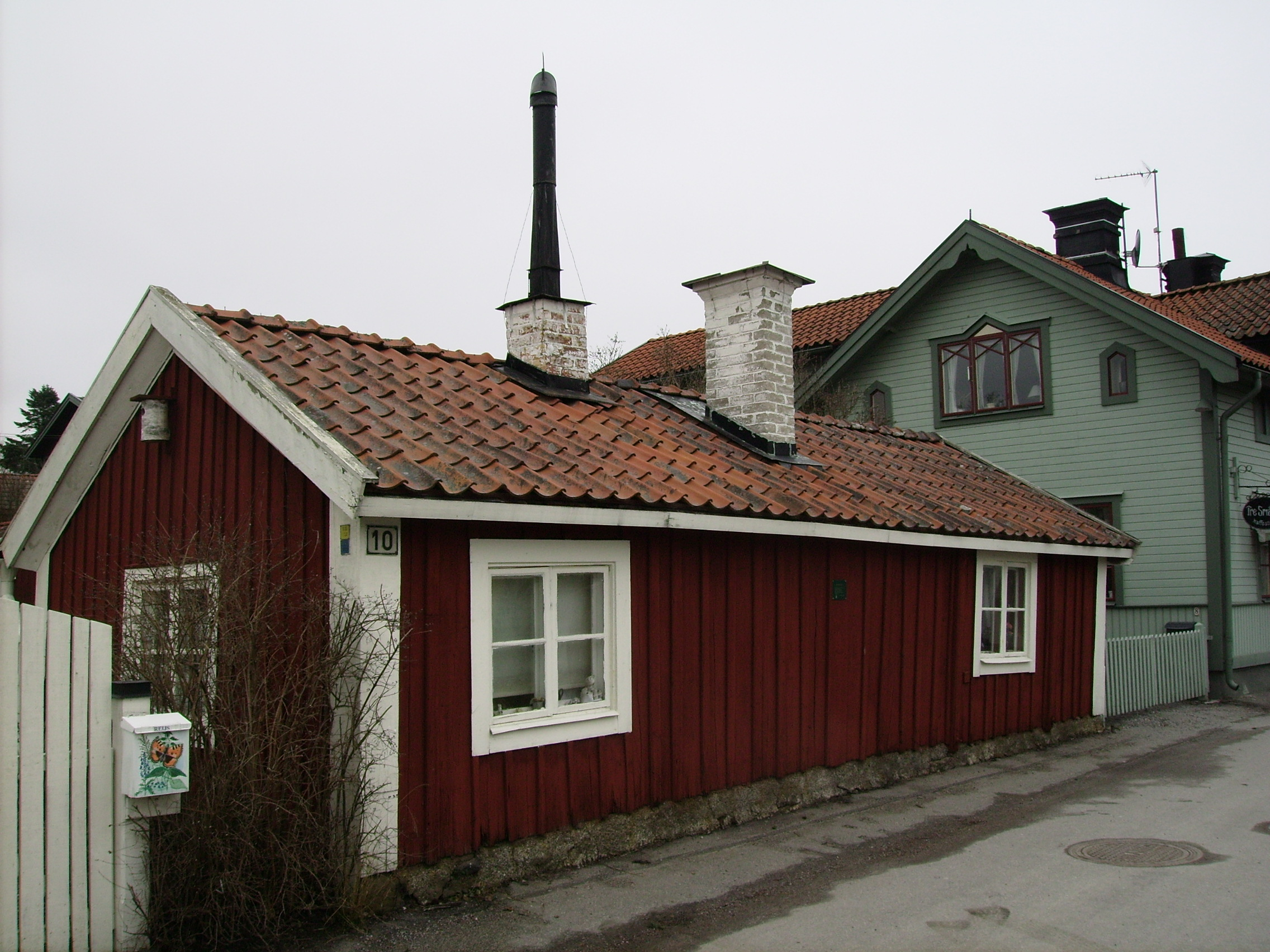
Åbladsstugan på Östra Långgatan i Trosa, skärborgarhus från omkring 1719.

Skärborgare var en beteckning för fiskare i Trosa i ett skrå med vissa privilegier. 
Skärborgare var indelade i skärlag och flyttade under sommarhalvåret ut till kronofiskena i bland annat Askö, Landsort, Viksten, Mällsten och Gunnarstenarna i Östersjöns skärgårdar för strömmings- och torskfiske. Framför allt fiskades strömming under de två lekperioderna i maj–juli och augusti–september. Den fisk som inte genast konsumerades saltades i tunnor och såldes under vintersäsongen, då fiskarna bodde i Trosa, till städerna i Mälardalen.
I Trosa stads privilegiebrev från 1454 anges rätten för trosabor att fiska "i de kungliga allmänningsvattnen". I ett privilegiebrev från 1610 anges privilegiet till fiskelägena mellan Oxelösund och Tälje.
Borgarna i Nyköping hade på motsvarande sätt rätt att fiska vid bland annat Furuholmen och Bjurshalsen utanför Oxelösund.
Detta fiske upphörde 1878 . Det ersattes med fiske med modernare båtar som kunde baseras i hemmahamnen Trosa.